# Liste des places d'Erevan
Voici une liste des principales places d'Erevan, la capitale de l'Arménie.

## District d'Arabkir

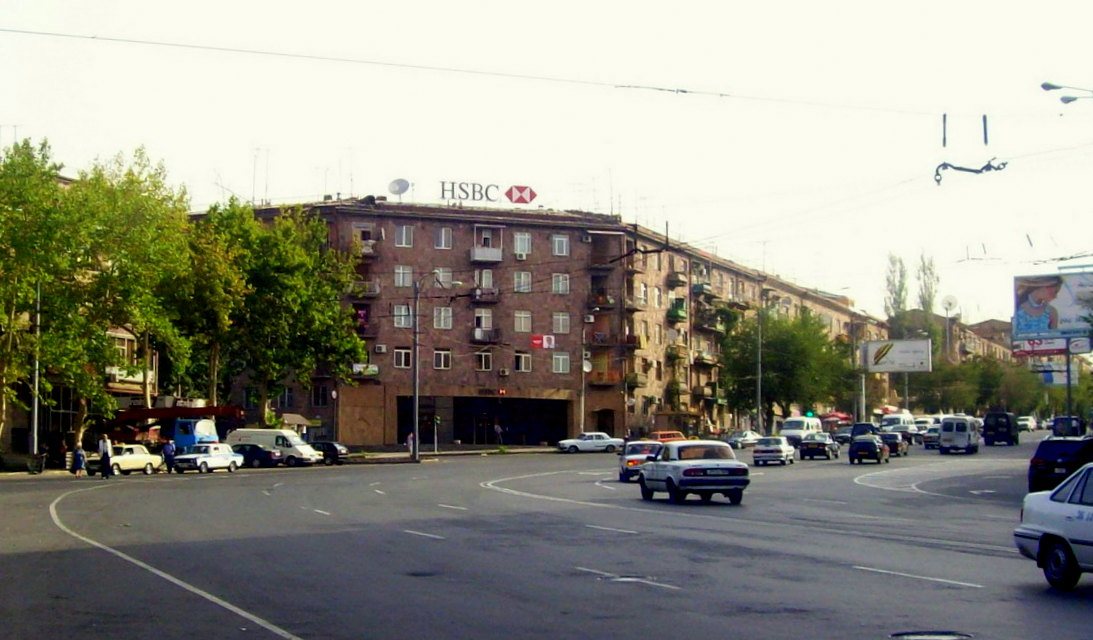
Place Mher Mkrtchyan

- Place Barekamutyun
- Place Mher Mkrtchyan

## District d'Erebuni

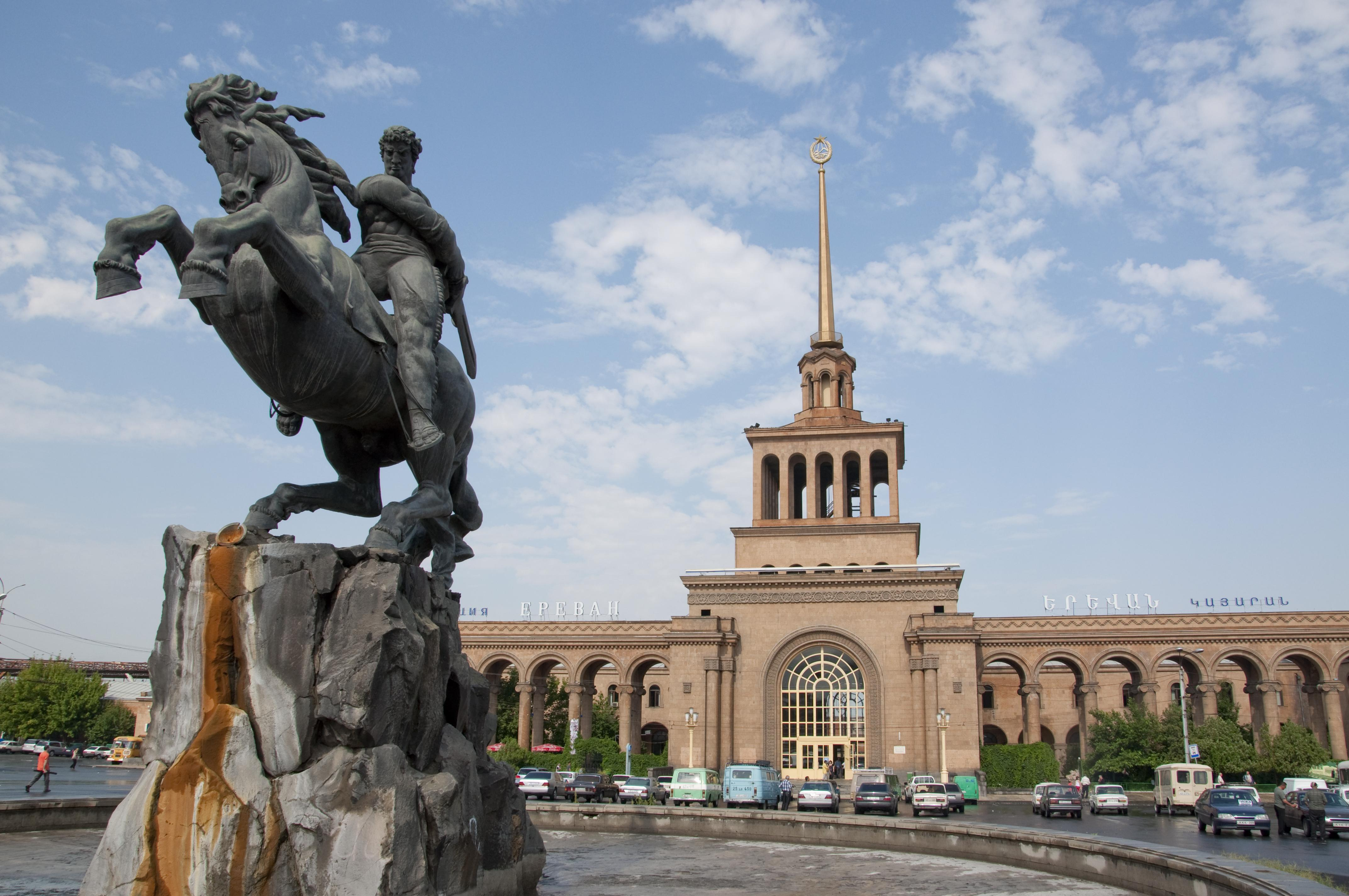
Place Sasuntsi Davit

- Place Sasuntsi Davit
- Place Erebuni

## District de Kentron
- Place de la République
- Place de la liberté
- Place Charles Aznavour
- Place Andrei Sakharov
- Place de Russie
- Place de France
- Place Stepan Shahumyan
- Place Alexandr Myasnikyan
- Place Khachatur Abovyan
- Place d'Uruguay
- Place du Brésil

## District de Nork-Marash
- Place Győr

## District de Shengavit

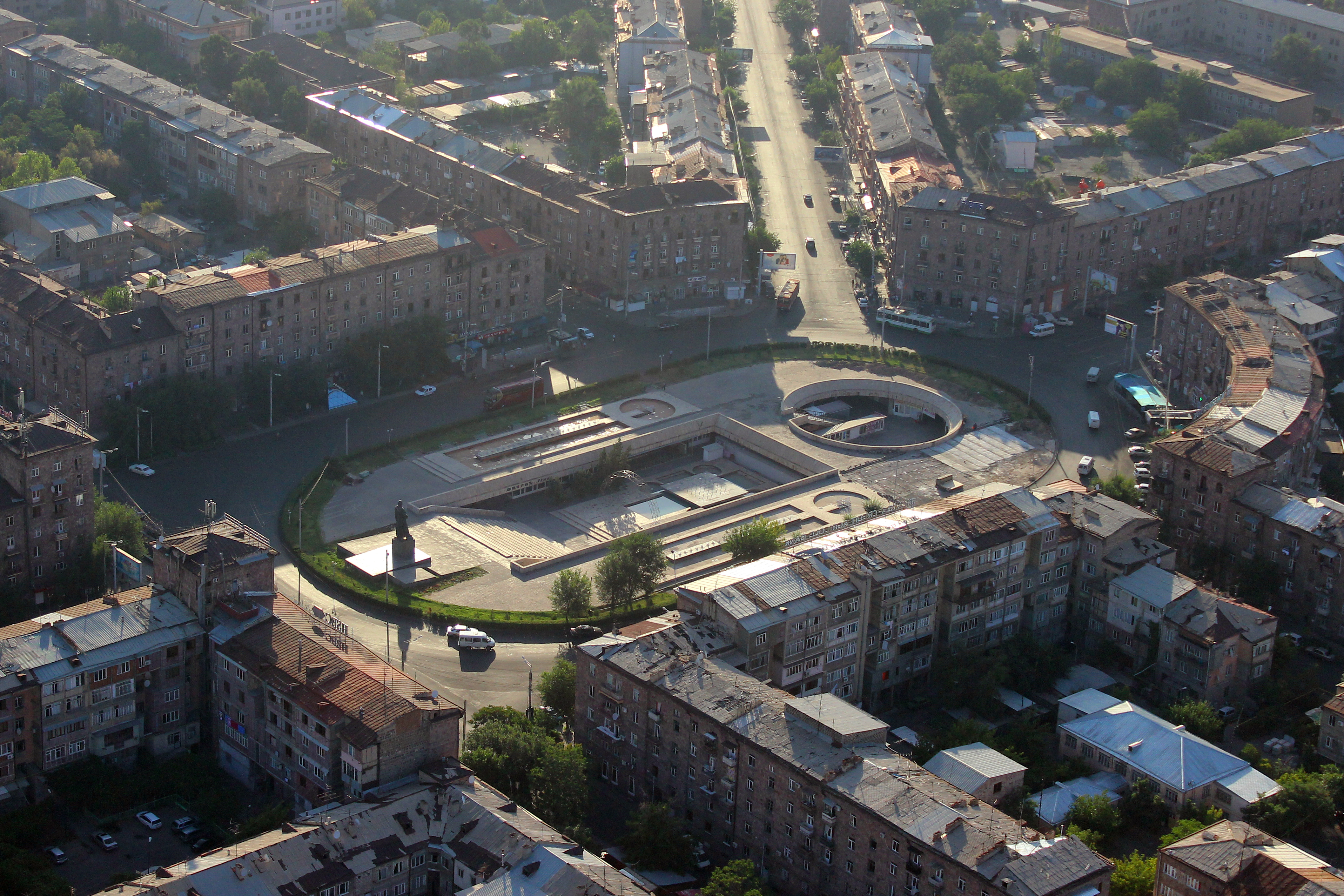
Place Garegin Nzhdeh

- Place Garéguine Njdeh
- Place du travail